# 拒絶証書令
拒絶証書令（きょぜつしょうしょれい、昭和8年勅令第316号）は、日本の勅令の一つ。手形（為替手形、約束手形）、小切手の支払が拒絶された際に作成される支払拒絶証書についての規定を定めた勅令である。日本国憲法施行以後は、政令と同一の効力を有する。
拒絶証書の作成は、手形（小切手）上の遡求権を行使するための形式的要件として法上要求されているが、現在流通している手形においては支払拒絶証書作成を免除する文言が付されることが一般的であり、また小切手においても支払拒絶宣言によって拒絶証書作成と同様の効果をもたらすことが可能なため、支払拒絶証書が作成されることがほとんどなく、この勅令が現実に機能する場面はあまりない。